# 철원 도피안사 철조비로자나불좌상
철원 도피안사 철조비로자나불좌상(鐵原 到彼岸寺 鐵造毘盧遮那佛坐像)은 대한민국 강원특별자치도 철원군, 도피안사에 있는 남북국 시대에 철로 만든 비로자나불 좌상이다. 1962년 12월 20일 대한민국의 국보 제63호 도피안사 철조비로자나불좌상로 지정되었다가, 2010년 6월 28일 현재의 명칭으로 변경되었다.
신라 48대 경문왕 5년(865년)에 제작되었으며, 머리에는 육계가 있으나 뚜렷하지 않고 불상의 얼굴은 마치 살아 있는 사람의 얼굴처럼 생동감이 넘친다. 높고 안정된 이중 대좌(二重臺座) 위에 앉아 있으며, 불상의 높이는 91cm이다.

## 개요
강원특별자치도 철원군 화개산에 자리잡은 도피안사는 신라 경문왕 5년(865)에 도선대사가 창건하였다. 기록에 의하면 도선대사가 철조비로자나불을 만들어 철원의 안양사(安養寺)에 모시려고 했으나 운반 도중에 불상이 없어져서 찾아보니 도피안사 자리에 앉아 있었다고 한다. 그래서 이곳에 절을 세우고 불상을 모셨다고 한다.
신라말에서 고려초에는 철로 만든 불상이 크게 유행했는데, 이 작품은 그 대표적인 예로, 불상을 받치고 있는 대좌(臺座)까지도 철로 만든 보기 드문 작품이다.
머리에는 작은 소라 모양의 머리칼을 붙여 놓았으며, 갸름한 얼굴은 인자하고 온화한 인상이다. 평판적인 신체에는 굴곡의 표현이 없고, 양 어깨를 감싼 옷에는 평행한 옷주름이 형식적으로 표현되었다.
몸에 비해 가냘픈 손은 가슴 앞에서 왼손 검지를 오른손으로 감싸고 있는 모양으로 비로자나불이 취하는 일반적인 손모양이다. 불상이 앉아 있는 대좌는 이 시기에 가장 유행한 형태로, 상대와 하대에는 연꽃무늬를 새겼으며 중대는 8각을 이루고 있다.
불상 뒷면에 신라 경문왕 5년(865)에 만들었다는 내용의 글이 남아 있어서 만든 연대를 확실하게 알 수 있다. 통일신라 후기에 유행하던 철조비로자나불상의 새로운 양식을 대표하는 작품으로, 능숙한 조형수법과 알맞은 신체 비례를 보여주는 뛰어난 작품이다.

## 같이 보기
- 도피안사

## 참고 자료
- 철원 도피안사 철조비로자나불좌상 - 국가유산청 국가유산포털